# Skylanders: Spyro's Adventure
Skylanders: Spyro's Adventure is een computerspel, het eerste deel uit de Skylanders-serie, ontwikkeld door Toys For Bob en Vicarious Visions. Het spel werd uitgebracht in Europa op 14 oktober 2011 door Activision.
Het spel wordt gespeeld door één of twee spelers die de personagefiguren bespelen door middel van een 'Portal of Power', waarbij men de bijgeleverde personagefiguurtjes op het portaal zet die in verbinding staan met de console.

## Het spel
Door middel van samenwerking van het spel kan de speler met verschillende personagefiguren reizen door de wereld van Skylands, waarbij hij vreemde wezens moet bestrijden, goud en schatten moet verzamelen en puzzels moet oplossen om Skylands terug te winnen van het kwade duister, die nu heerst door de schurk Kaos.

### Elementklassen
De Skylanderpersonages zijn ingedeeld in acht elementklassen. Elke personage heeft zijn uitzonderlijke kwaliteiten. De elementklassen zijn:
- Lucht, Leven, Ondood, Aarde, Vuur, Water, Magie en Tech.

### Personages
De Skylanderpersonages zijn onder meer:
- Spyro (Nederlandse stem: Vincent Croiset)
- Trigger Happy
- Gill Grunt
- Cynder (Nederlandse stem: Fleur van de Water)
- Dino-Rang
- Chop Chop
- Eruptor
- Whirlwind
- Stump Smash (Nederlandse stem: Victor van Swaay)
- Bash
- Hex
- Drill Sergeant
- Stealth Elf
- Ghost Roaster
- Iginitor

## Platforms
| Platform | Jaar                                                           |
| -------- | -------------------------------------------------------------- |
| 2011     | Macintosh, PlayStation 3, Wii, Windows, Xbox 360, Nintendo 3DS |
| 2013     | Wii U (Alleen beschikbaar in Japan)                            |

## Ontvangst
| Beoordeeld door            | Platform      | Datum            | Score |
| -------------------------- | ------------- | ---------------- | ----- |
| Game Chronicles            | Windows       | 24 oktober 2011  | 89%   |
| GamingXP                   | Windows       | 17 oktober 2011  | 80%   |
| Nintendo Life              | Wii           | 9 november 2011  | 80%   |
| IGN                        | Wii           | 4 november 2011  | 80%   |
| DarkZero                   | Wii           | 10 januari 2012  | 80%   |
| Tech-Gaming                | Wii           | 21 november 2011 | 75%   |
| Jeuxvideo.com              | Wii           | 14 oktober 2011  | 75%   |
| Jeuxvideo.com              | PlayStation 3 | 14 oktober 2011  | 75%   |
| Tech-Gaming                | PlayStation 3 | 21 november 2011 | 75%   |
| Official Nintendo Magazine | Wii           | 27 oktober 2011  | 72%   |

## Vervolg
Door de enorme belangstelling voor dit spel kon het vervolg niet uitblijven. Van de serie Skylanders kwam op 19 oktober 2012 het spel Skylanders: Giants uit.